# Mechthild Motsch von Freydorf

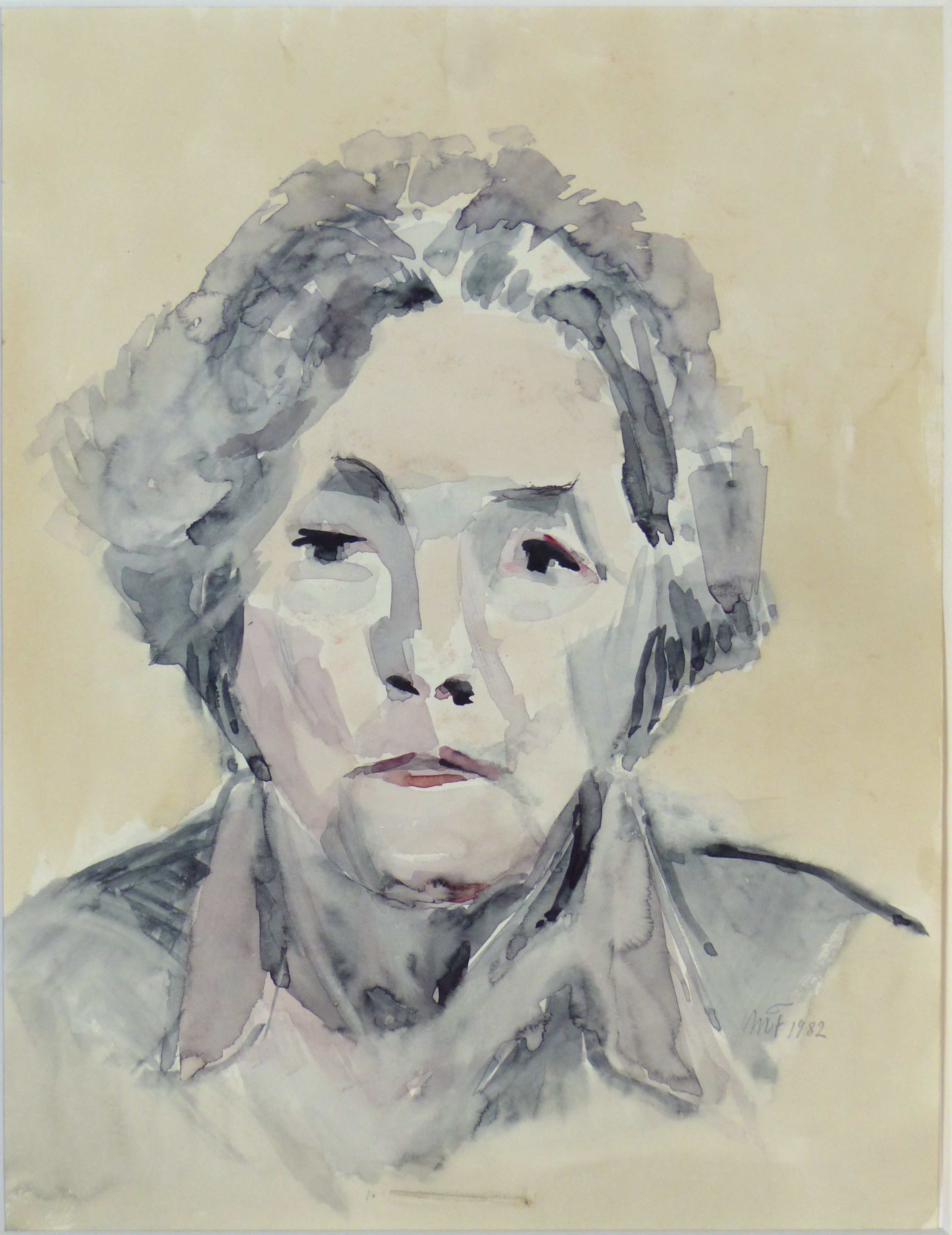
Mechthild Motsch von Freydorf, Selbstporträt, 1982

Mechthild Motsch von Freydorf, geboren als Mechthild von Freydorf (* 25. Juli 1906 in Waldshut; † 15. September 1997 in Freiburg im Breisgau), war eine deutsche Malerin.

## Leben und Werk

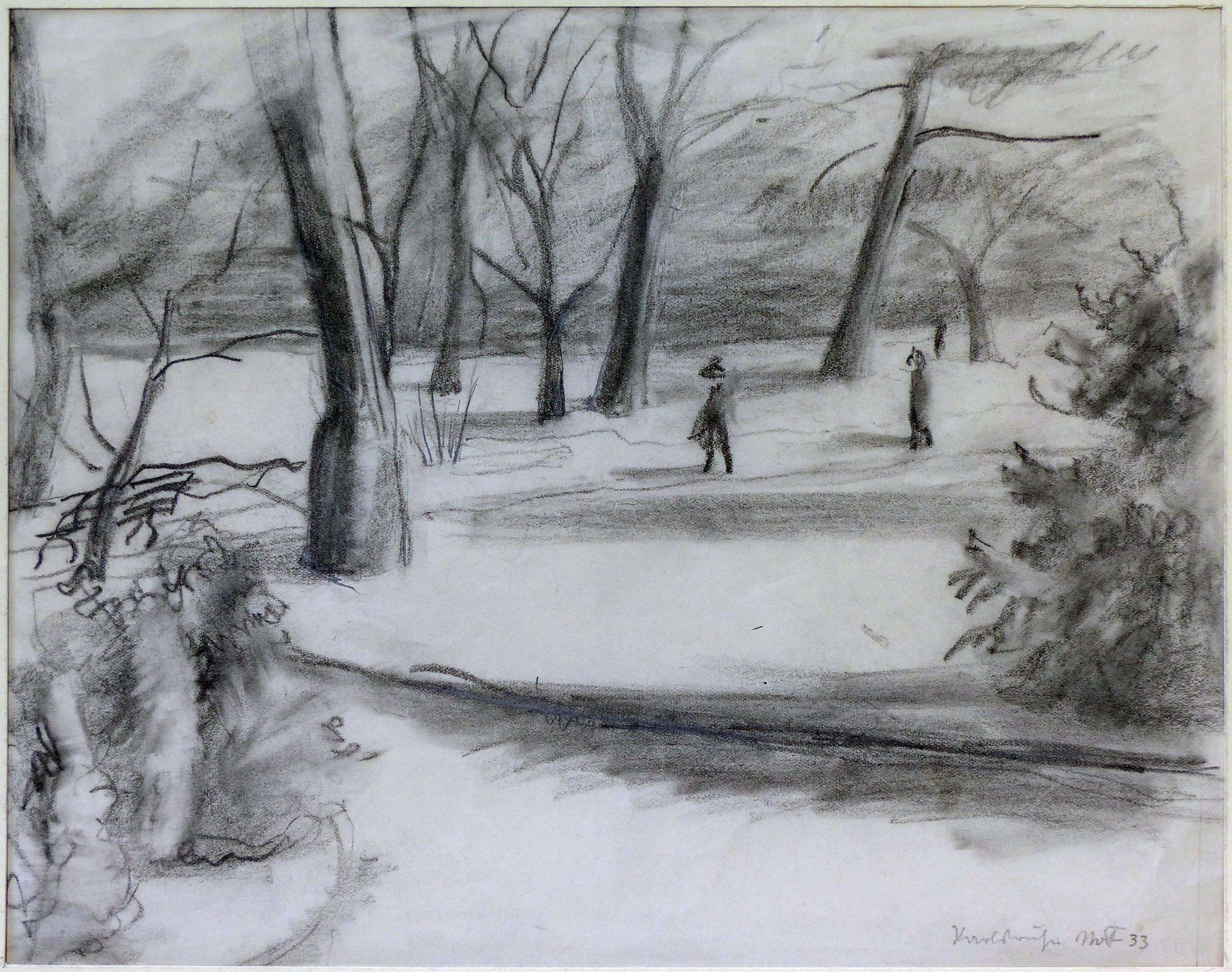
Mechthild Motsch von Freydorf, „Hardtwald“, Karlsruhe 1933

Mechthild von Freydorf wurde als viertes von sechs Kindern der Malerin Clara Johanna Ris (1871–1946) und des Juristen Eugen von Freydorf (1867–1914) geboren. Ihre Großeltern väterlicherseits waren der badische Minister Rudolf von Freydorf und die Schriftstellerin Alberta von Freydorf, geb. von Cornberg.
Nach der Schulzeit in Salem und dem Abitur in Karlsruhe studierte sie, wie später auch ihre Schwester Guta von Freydorf-Stephanow, mit der ersten Generation weiblicher Studenten von 1927 bis 1933 an der Badischen Landeskunstschule Karlsruhe. Ein Studienkollege und lebenslanger Freund war der Maler Max Eichin. Geprägt wurde sie durch ihre Professoren Franz Gehri, Georg Scholz und Karl Dillinger.
Nach kurzer Tätigkeit als Kunsterzieherin in Soest heiratete sie 1934 Richard Gustav Motsch und folgte ihm nach Lübeck. Aus der Ehe stammen drei Kinder. Im Jahr 1937 erfolgte ein Umzug nach Freiburg. Im Jahr 1943 wurde sie Kriegerwitwe.
Während der Nachkriegsjahre arbeitete sie neben der Kindererziehung im Atelier des Malers Adolf Riedlin. Ab 1956 nahm sie im Atelier bei Hermann Anselment ihre künstlerische Tätigkeit wieder ganz auf. Vom naturalistischen Zeichenstil und der Neuen Sachlichkeit ausgehend, umfasste ihre Ausdrucksweise nun auch experimentelle Farbstudien bis zur lyrischen Abstraktion. Es entstand in einem Zeitraum von mehreren Jahrzehnten ein umfangreiches Werk mit  Porträts, Reiseskizzen, Ölgemälden und Aquarellen, auch während ihrer Studienreisen im europäischen Ausland und in den USA, vornehmlich in Kalifornien.
Im höheren Alter porträtierte sie vor dem Fernseher Personen des öffentlichen Lebens, meist während Interviews, z. B. Gräfin Dönhoff, Annemarie Renger, ihren ehemaligen Mitschüler Golo Mann und immer wieder den Liedermacher Wolf Biermann. Bis wenige Tage vor ihrem Tod zeichnete sie Selbstporträts vor dem Spiegel.
Mechthild Motsch von Freydorf starb im September 1997 im Alter von 91 Jahren in Freiburg. Ihr Grab befindet sich auf dem dortigen Hauptfriedhof.

## Ausstellungen

### Einzelausstellungen
- 1996: Mechthild Motsch von Freydorf – Retrospektive. Landratsamt Breisgau, Hochschwarzwald.
- 1998: Galerie Coq Rouge, [Lörrach], Freiburg
- 1999: Zeichnen statt Deckle sticken. Mit Clara Ris und Guta von Freydorf. Waldshut.
- 2006: Kurhaus Bad Krozingen

### Teilnahme an Ausstellungen
- 1960: Atelierausstellung bei Anselment, Freiburg i. Br.
- 1964: Künstlerhaus Hamburg, GEDOK
- 1965: Augustinermuseum, Freiburg i. Br.
- 1967: Internationale GEDOK-Ausstellung, Athen
- 1968: Charlottenburger Schloss, Berlin, GEDOK
- 1980: Mehlwaage Freiburg i. Br., BBK
- 1984: Künstlerisches Schaffen seit 1920. Karlsruhe, BBK
- 1990: Galerie Videmus, Freiburg i. Br.
- 1992: Wiederbegegnung: eine vergessene Generation? Schwarzes Kloster, Freiburg i. Br., BBK